# Disfenoide
Il disfenoide è un tetraedro le cui facce triangolari sono congruenti tra loro.
I 4 angoli solidi ai vertici pure sono congruenti tra loro. Tuttavia non si tratta di un poliedro regolare, poiché le sue facce non sono poligoni regolari.
Un tetraedro regolare ha 4 facce triangolari congruenti, ma non è normalmente considerato un disfenoide.